# Richie Faulkner
 (juillet 2016).
Si vous disposez d'ouvrages ou d'articles de référence ou si vous connaissez des sites web de qualité traitant du thème abordé ici, merci de compléter l'article en donnant les références utiles à sa vérifiabilité et en les liant à la section « Notes et références ».
Pour les articles homonymes, voir Faulkner.

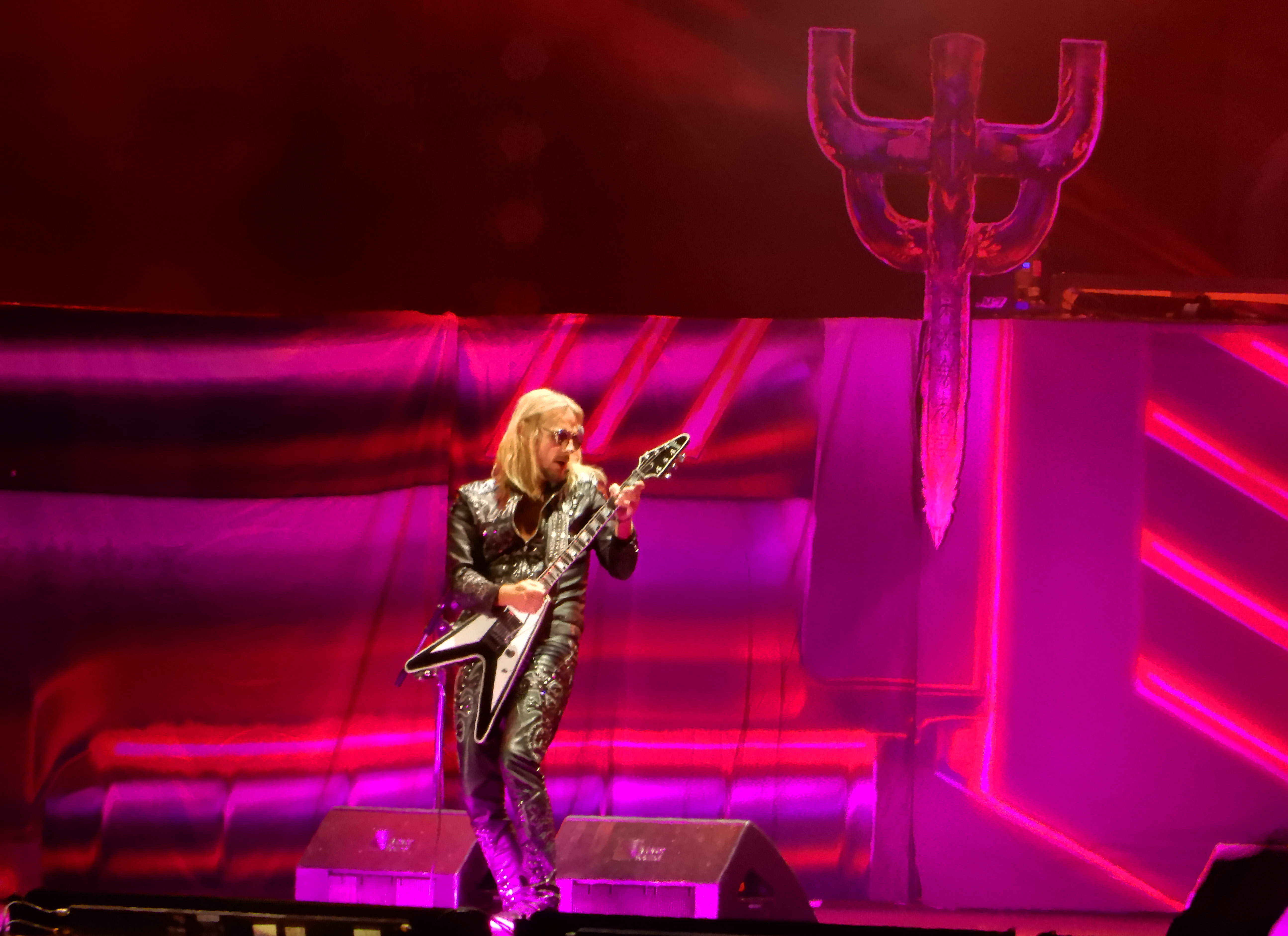
Richie Faulkner au Hellfest 2018.

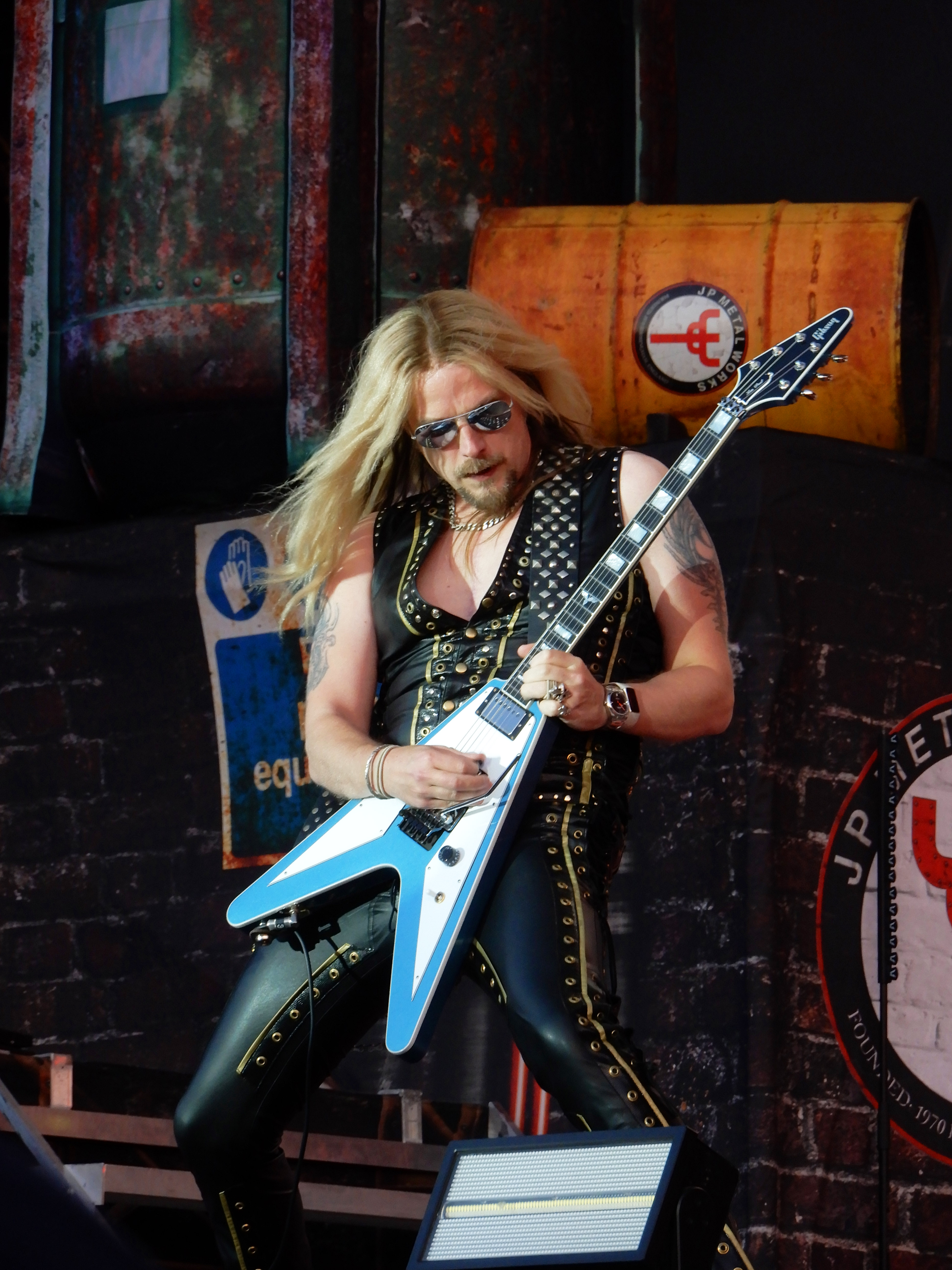
Richie Faulkner (Judas Priest) au Hellfest 2022

Richard Ian Faulkner (né le 1er janvier 1980), est un guitariste anglais.
Richie Faulkner est né à Londres. Au début de sa carrière, il joua dans les groupes Dirty Deeds, Voodoo Six, Ace Mafia et avec Lauren Harris. Le 20 avril 2011, il est annoncé comme le remplaçant de K. K. Downing dans le groupe de heavy metal Judas Priest. Il est né au moment de l'enregistrement du sixième album de Judas Priest, British Steel, alors que le groupe existait déjà depuis 12 ans.
Sa première apparition avec le groupe fut le 25 mai 2011 à American Idol, où le groupe joua Living After Midnight et Breaking the Law avec James Durbin.

## Discographie
- Deeds - Blown (2002)
- Voodoo Six - Feed My Soul (2006)
- Lauren Harris - Calm Before the Storm (2008)
- Ace Mafia - Vicious Circle (2009)
- Judas Priest - Redeemer of Souls (2014)
- Judas Priest - Firepower (2018)
- Elegant Weapons - Horns For A Halo (2023)
- Judas Priest - Invincible Shield (2024)

## Ses guitares
- Gibson Flying V
- Gibson Les Paul
- Epiphone Flying V "Richie Faulkner" Signature (2017)

## Son style
Malgré une façon de tenir la guitare très différente (presque à la verticale, comme le fait aussi Adrian Smith), Richie Faulkner a un jeu sur scène similaire à celui de son prédécesseur, K. K. Downing : tout aussi sauvage, agressif, improvisé, rapide, virtuose, et très influencé par Jimi Hendrix.
Lors de ses interviews, il cite souvent comme références Michael Schenker, Zakk Wylde, Jimi Hendrix ou Dave Murray.